# Brenda Hale (baronne Hale de Richmond)
Pour les articles homonymes, voir Brenda Hale et Hale.
Brenda Marjorie Hale, baronne Hale de Richmond, dite Lady Hale, née le 31 janvier 1945, est une juge britannique, présidente de la Cour suprême du Royaume-Uni de 2017 à 2020.

## Biographie
Elle est née en 1945 à Leed, troisième ville d'Angleterre, dans le Yorkshire-et-Humber. Fille de directeurs d’école, elle fréquente l’école publique, puis l’université de Cambridge. « J’ai fait du droit parce que mon proviseur disait que j’étais trop nulle pour l’histoire », raconte-t-elle. 
Elle enseigne ensuite le droit à l’université de Manchester, durant dix-huit ans, nommée assistante en 1966. Spécialiste du droit de la famille, elle devient la première femme nommée à la Commission des lois d’Angleterre et du pays de Galles, puis, en 2004, la première femme nommée Lord of Appeal in Ordinary. Elle choisit comme devise pour accompagner son blason : « Les femmes sont les égales de tous » (« Omnia Feminae Aequissimae »). Elle quitte cette fonction lors de sa nomination, en octobre 2009, comme juge à la Cour suprême du Royaume-Uni. Elle devient vice-présidente de 2013 à 2017 de cette institution, première femme nommée à ce poste. En 2017, elle devient la première femme présidente de la Cour suprême,,. 
Sa prestation de serment intervient le 2 octobre 2017. Au printemps 2018, elle apparaît lors de la demi-finale de l’émission Masterchef, sur la BBC, pour goûter des plats de poissons, mais surtout pour célébrer les 100 ans du Representation of the People Act 1918 et notamment de la disposition de cette loi sur le suffrage censitaire pour les femmes. En septembre 2019, elle rend publique une décision de la Cour suprême qui déclare illégal, nul et sans effet, le conseil donné par le Premier ministre Boris Johnson à la reine visant à suspendre le Parlement,. Elle prend sa retraite le 11 janvier 2020 et est remplacée par Robert Reed, baron Reed d'Allermuir.

## Distinctions
- Dame commandeur de l'ordre de l'Empire britannique
- Membre de la British Academy
- Membre du Conseil privé

## Armoiries
Brenda Hale porte des armoiries octroyées le 16 juin 2004 par le College of Arms.